# ألان مورتون
ألان مورتون (بالإنجليزية: Alan Morton) (24 أبريل 1893 بغلاسكو في المملكة المتحدة - 12 ديسمبر 1971) هو لاعب كرة قدم بريطاني (وحمل سابقاً جنسية المملكة المتحدة لبريطانيا العظمى وأيرلندا) في مركز جناح ‏. شارك مع منتخب اسكتلندا لكرة القدم. أما مع النوادي، فقد لعب مع نادي رينجرز.

## وصلات خارجية
- ألان مورتون على موقع الاتحاد الإسكتلندي (الإنجليزية)
- ألان مورتون على موقع قاعدة بيانات كرة القدم.إي يو (الإنجليزية)
- ألان مورتون على موقع ناشيونال فوتبول تيمز (الإنجليزية)